# 中国国家形象宣传片
中国国家形象宣传片是一部由中国国务院新闻办公室立项并启动拍摄，高小龙（总导演）制作并拍摄的旨在“塑造和提升中国繁荣发展、民主进步、文明开放、和平和谐的国家形象”的宣传片，分为一段30秒的《人物篇》和一段17分钟多的《角度篇》。
国家形象宣传片在制作过程中，创作团队分别与英、法、德等国家的朋友进行交流，发现他们对中国历史、传统的四大发明等很熟悉，但都希望更了解当代的中国是什么样子。此外，创作团队还参考了不少外媒拍摄的中国资料片以及我国国家领导人、国新办官员的讲话和文章。

## 《人物篇》
人物篇于2011年1月12日制作完成，片长30秒，2011年1月17日在中国国家主席胡锦涛访美之际亮相于美国纽约时报广场，每小时播放15次，从每天上午6时至次日凌晨2时播放20小时共300次，一直播放至2月14日，共计播放8400次。同时美国有线电视新闻网也分时段陆续播放该片。
按镜头出场顺序：
- 中国美丽-绚烂：  张梓琳，周迅，杨丽萍，范冰冰，章子怡，邰丽华等
- 中国勇敢-鼓舞：  金晶，林浩，刘国长，甄子丹
- 中国才智-荣耀：  吴宇森，陈凯歌
- 中国艺术-陶醉：  黄永玉，谭盾，朗朗，刘欢，宋祖英，李云迪，谭晶
- 中国农业-前沿：  袁隆平
- 中国财富-影响：  李彦宏，丁磊，马云，王建宙
- 中国百姓-非凡：  郭明义，朱邦月，阿里帕·阿里马洪，李灵，张正祥，翟墨
- 中国体育-振奋：  郎平，郭晶晶，姚明，丁俊晖，邓亚萍
- 中国学术-深省：  丘成桐，吴敬琏，孙家栋，厉以宁，岑拯
- 中国设计-美感：  张志峰，马艳丽，马岩松，何镜堂，张永和
- 中国时尚-引领：  李丹妮，裴蓓，关琦，吴英娜
- 中国对话-关注：  陈鲁豫，水均益，敬一丹，白岩松
- 中国航天-遨游：  杨利伟，翟志刚，景海鹏，刘伯明，聂海胜，费俊龙

## 《角度篇》
角度篇于2011年1月23日亮相，片长17分钟多，拍摄地点遍及神州大地，通过800多个画面，跨越政治、经济、社会、文化、科研、教育、环境、民族等多个领域的话题，力图多角度、全景式地展示当代中国的建设成就、开放成就以及以价值观、道德观和发展观为核心的当代中国精神，用于驻外使领馆节庆、外交酒会等外事活动时的展示。
参与拍摄人物有龙永图，曾子墨，北京奥运会颁奖礼服的设计师郭培，旅美摄影家封岩，北京画院院长吴洪亮，胡舒立，郎咸平等，“贫富而能互尊部分”提到“Chinese richest man”香港首富李嘉诚，腾讯总裁马化腾，比亚迪公司总裁王传福，李宁等。

## 争议
- 方柏林于2011年1月22日发表了《中国国家形象片实在糟糕》一文，全面批评了中国国家形象宣传片人物选择的精英化以及严重缺乏艺术构思，对于美国的观众而言是不知所云的。